# Kapatagan (Lanao del Sur)
Kapatagan (Bayan ng Kapatagan) är en kommun i Filippinerna. Kommunen ligger på ön Mindanao, och tillhör provinsen Lanao del Sur. Folkmängden uppgår till 7 804 invånare.
Kapatagan är indelat i 15 barangayer.